# Dipsadoboa
Dipsadoboa — рід змій родини полозових (Colubridae). Представники цього роду мешкають в Африці на південь від Сахари.

## Види
Рід Dipsadoboa нараховує 12 видів:
- Dipsadoboa aulica (Günther, 1864)
- Dipsadoboa brevirostris (Sternfeld, 1908)
- Dipsadoboa duchesnii (Boulenger, 1901)
- Dipsadoboa flavida (Broadley & R. Stevens, 1971)
- Dipsadoboa kageleri (Uthmöller, 1939)
- Dipsadoboa montisilva Branch, Conradie, & Tolley, 2019
- Dipsadoboa shrevei (Loveridge, 1932)
- Dipsadoboa underwoodi Rasmussen, 1993
- Dipsadoboa unicolor Günther, 1858
- Dipsadoboa viridis (W. Peters, 1869)
- Dipsadoboa weileri (Lindholm, 1905)
- Dipsadoboa werneri (Boulenger, 1897)

## Етимологія
Наукова назва роду Dipsadoboa походить від сполучення слів дав.-гр. διψας — отруйна змія і лат. boa — велика водяна змія.